# Стивенсон, Эдлай II
Эдлай Эвинг Стивенсон II (англ. Adlai Ewing Stevenson II; 5 февраля 1900, Лос-Анджелес — 14 июля 1965, Лондон) — американский политический деятель и дипломат, занимавший должность посла США в Организации Объединённых Наций с 1961 года до своей смерти в 1965. Ранее он занимал пост 31-го губернатора Иллинойса с 1949 по 1953 год и был кандидатом от Демократической партии на президентских выборах США в 1952 и 1956 годах, проиграв оба раза Дуайту Эйзенхауэру

## Ранняя биография
Эдлай Эвинг Стивенсон II  родился 5 февраля 1900 года в Лос-Анджелесе, Калифорния и вырос в городе Блумингтон, Иллинойс. Его дед Эдлай Стивенсон I, был вице-президентом Соединенных Штатов при президенте Гровере Кливленде с 1893 по 1897 год. Он учился в Принстонском университете и получил степень бакалавра по литературе и истории. Под давлением отца он поступил в Гарвардскую юридическую школу , но счёл юриспруденцию «неинтересной» и бросил учёбу. Он вернулся в Блумингтон, где писал для местной газеты The Daily Pantagraph, основанной его прадедом по материнской линии. Через год после отчисления, Стивенсон снова заинтересовался юриспруденцией после общения с судьей Верховного суда Оливером Уэнделлом Холмсом-младшим. Он решил закончить юридическую школу Северо-Западного университета , посещая занятия в течение недели и возвращаясь в Блумингтон по выходным, чтобы писать для Pantagraph . Стивенсон получил степень доктора права в Северо-Западном университете в 1926 году и в том же году сдал экзамен на адвоката штата Иллинойс. В 1935 году Стивенсон вернулся в Чикаго, чтобы заниматься юридической практикой. Он стал заниматься общественной деятельностью, в частности, работал над повышением общественной поддержки военной и экономической помощи Соединенному Королевству и его союзникам в борьбе с нацистской Германией во время Второй мировой войны. В 1940 году майор Фрэнк Нокс , недавно назначенный президентом Франклином Рузвельтом на должность министра ВМС , предложил Стивенсону должность главного юриста и специального помощника. Стивенсон принял эту должность и в этой должности писал речи, представлял министра Нокса и ВМС США в комитетах, и выполнял множество административных обязанностей. В 1945 году Стивенсон занял временную должность в Государственном департаменте, в качестве специального помощника госсекретаря США Эдварда Стеттиниуса.

## Губернатор Иллинойса (1949 по 1953)
В 1948 году Стивенсон был выбран кандидатом от Демократической партии в губернаторских выборах Иллинойса против действующего республиканца Дуайта Х. Грина. Стивенсон победил Грина с перевесом в 572 067 голосов, что стало рекордным перевесом на выборах губернатора Иллинойса.
Губернаторство Стивенсона совпало с расцветом маккартизма , и во время его срока законодательный орган штата Иллинойс принял законопроект, который требовал бы «принесения клятвы верности государственными служащими и кандидатами на государственную должность». Стивенсон наложил вето на законопроект.
2 июня 1949 года Стивенсон в частном порядке дал показания под присягой в качестве свидетеля по делу Элджера Хисса , бывшего чиновника Госдепартамента, который, как позже выяснилось, был шпионом в пользу Советского Союза, он отрицал вину Хисса.  В 1950 году Хисс был признан виновным, показания Стивенсона позже были использованы во время президентских выборов 1952 года сенаторами Джозефом Маккарти и Ричардом Никсоном, обвиняя его в мягком отношении к коммунистам.

## Выборы 1952 года
В начале 1952 года, когда Стивенсон все ещё был губернатором Иллинойса, президент Гарри Трумэн решил, что не будет баллотироваться на новый срок в качестве президента. Трумэн встретился со Стивенсоном в Вашингтоне и предложил Стивенсону добиваться выдвижения своей кандидатуры от Демократической партии на пост президента, Трумэн пообещал ему свою поддержку. Стивенсон сначала колебался, утверждая, что он намерен баллотироваться на второй губернаторский срок в Иллинойсе. До окончательного решения Стивенсона баллотироваться, президент Трумэн и руководство Демократической партии стали искать других потенциальных кандидатов. Однако у каждого из других претендентов были серьёзные недостатки. Сенатор Эстес Кефовер из Теннесси выиграл большинство демократических праймериз (победив даже действующего президента Трумэна на ранних праймериз в Нью-Гэмпшире) но он был непопулярен среди демократического истеблишмента. Трумэн благоволил дипломату Уильяму Авереллу Гарриману, но тот никогда не занимал выборную должность и не имел опыта в национальной политике. Затем Трумэн обратился к своему вице-президенту Олбену Баркли, но в возрасте 74 лет он был отвергнут как слишком старый. Стивенсон, несмотря на своё нежелание баллотироваться, остался самым привлекательным кандидатом на Демократическом национальном съезде 1952 года в Чикаго.
На съезде Стивенсону, как губернатору принимающего штата, было поручено произнести приветственную речь перед делегатами. Его речь была настолько волнующей и остроумной, что она подстегнула усилия по его выдвижению. Кефовер лидировал в первом туре голосования, но Стивенсон постепенно набирал силу, пока не был выдвинут в третьем туре голосования, Напарником Стивенсона на выборах 1952 года был сенатор Джон Спаркман из Алабамы.
Хотя ораторское мастерство Стивенсона произвели впечатление на многих интеллектуалов, многие считали его отдалённым от рабочего класса. В своих предвыборных речах Стивенсон резко критиковал тактику охоты на коммунистов сенатора Маккарти, называя «патриотизм Маккарти» позором. В ответ сенатор Маккарти заявил в своей речи, что он «хотел бы вступить в предвыборную кампанию Стивенсона с дубинкой и тем самым сделать из губернатора хорошего и преданного американца».
Во время кампании на фотографии была запечатлена дырка в подошве правого ботинка Стивенсона. Кампания Эйзенхауэра попыталась использовать символ ботинка с дыркой, чтобы критиковать Стивенсона, на что Стивенсон сказал: «Лучше дырка в ботинке, чем дырка в голове» Фотограф Уильям М. Галлахер выиграл Пулитцеровскую премию 1953 года за это фото.
В день выборов Эйзенхауэр выиграл общенациональное голосование избирателей с перевесом 55 % против 45 % у Стивенсона. Стивенсон сильно проиграл за пределами южных штатов; он победил только в девяти штатах и проиграл по голосам выборщиков 442 против 89.

## Выборы 1956 года
Первоначально, когда опросы показывали, что Эйзенхауэр уверенно идет на переизбрание, немногие демократы хотели выдвижения Стивенсона в 1956 году, и он надеялся, что он сможет выиграть выдвижение без серьезной борьбы и без участия в президентских праймериз. Однако 24 сентября 1955 года Эйзенхауэр перенес  сердечный приступ. Хотя он выздоровел и в конечном итоге решил баллотироваться на второй срок, опасения по поводу его здоровья заставили двух видных демократов, сенатора Теннесси Эстеса Кефовера и губернатора Нью-Йорка Аверелла Гарримана , решить бросить вызов Стивенсону за выдвижение от Демократической партии. Стивенсон официально вступил в гонку 16 ноября 1955. Он с небольшим перевесом победил Кефовера на праймериз во Флориде, а затем одержал победу на предварительных выборах в Калифорнии, что фактически положило конец президентской гонке Кефовера.
На Национальном съезде Демократической партии в Чикаго в 1956 году бывший президент Трумэн поддержал губернатора Гарримана, но удар был смягчен поддержкой бывшей первой леди Элеоноры Рузвельт . Стивенсон легко победил Гарримана в первом туре голосования, выиграв свое второе выдвижение на пост президента от Демократической партии. Стивенсон решил оставить выбор своего напарника делегатам съезда. Это вызвало борьбу между сенаторами Хьюбертом Хамфри, Джоном Кеннеди и Кефовером за победу в номинации на пост вице-президента, Кефовер с небольшим перевесом выиграл номинацию на пост вице-президента во втором туре голосования.
После своего выдвижения Стивенсон вел активную президентскую кампанию , произнеся 300 речей и  трижды проехав страну перед выборами. Роберт Кеннеди путешествовал с кампанией Стивенсона, надеясь «унести домой несколько уроков о том, как управлять президентской кампанией».Кеннеди был глубоко разочарован кампанией Стивенсона, позже сказав, что «я думал, что она была ужасной» Кеннеди позже проголосовал за Эйзенхауэра на выборах.
Стивенсон призывал к международному запрету наземных испытаний ядерного оружия и к прекращению призыва на военную службу. В конечном итоге, президент Кеннеди подписал Договор о частичном запрещении ядерных испытаний в 1963 году, а президент Никсон отменил военный призыв в 1973 году.
Гражданские права быстро превращались в важный политический вопрос. Стивенсон призвал к осторожности и предостерег от резкого исполнения решения Верховного суда по делу Браун против Совета по образованию.
Надежды Стивенсона на победу рухнули, когда одновременно разразились Суэцкий и Венгерский кризисы. Общественность не была убеждена в необходимости смены руководства. Стивенсон проиграл свою вторую попытку стать президентом с большим перевесом, набрав всего 42% голосов избирателей и 73 голоса выборщиков семи штатах, что меньше его результатов в 1952, он во второй раз проиграл Иллинойс, где был губернатором.

## Посол США в ООН
На выборах 1960, несмотря на конфликты с Джоном Кеннеди вел агитацию за него. После избрания президентом Кеннеди, он предложил Стивенсону выбор: стать послом в Великобритании, генеральным прокурором (должность досталась Роберту Кеннеди) или послом США в Организации Объединенных Наций, Стивенсон принял должность в ООН
На период пребывания Стивенсона в должности пришлись Высадка в заливе Свиней и Карибский кризис
Наиболее известным эпизодом биографии Стивенсона является экстренное заседание Совета Безопасности ООН в ходе Карибского кризиса 25 октября 1962. Именно тогда состоялся его легендарный диалог с постоянным представителем СССР в ООН В. А. Зориным:
— Отрицаете ли вы, посол Зорин, что Советский Союз установил и продолжает устанавливать на Кубе ракеты среднего и выше среднего радиуса действия и сооружать стартовые площадки? Да или нет? Вам нет необходимости ждать перевода. Да или нет?
— Я нахожусь не в американском суде и поэтому не хочу отвечать на вопрос, который задаётся тоном прокурора. Вы получите ответ в своё время в моём выступлении в качестве представителя Советского Союза.
— Сейчас вы находитесь перед судом мирового общественного мнения, и вы можете ответить «да» или «нет». Вы отрицали, что это оружие существует; и я хочу знать, правильно ли я вас понял.
— Продолжайте вашу речь, г-н Стивенсон. В своё время вы получите ответ.
— Я готов ждать ответа на свой вопрос хоть до греческих календ, если таково ваше решение. Я также готов представить доказательства в этом зале.
В этот момент помощники Стивенсона внесли в зал заседаний Совета Безопасности ООН увеличенные аэрофотоснимки пусковых установок советских ракет на Кубе. Эпизод получил отражение в фильмах «Тринадцать дней», а также в сериале «В одном шаге от третьей мировой».

## Смерть
В июле 1965 года Стивенсон отправился в Женеву, Швейцария , для участия в ежегодном заседании Экономического и Социального Совета Организации Объединенных Наций. После конференции он остановился в Лондоне на несколько дней, где посетил премьер-министра Великобритании Гарольда Вильсона. 14 июля 1965 года, во время прогулки по Лондону, Стивенсон перенес сильный сердечный приступ и скончался в тот же день в возрасте 65 лет от сердечной недостаточности. Стивенсон был похоронен на кладбище Эвергрин в Блумингтоне, штат Иллинойс.